# Xenocatantops areolatus
Xenocatantops areolatus är en insektsart som först beskrevs av Bolívar, I. 1908.  Xenocatantops areolatus ingår i släktet Xenocatantops och familjen gräshoppor. Inga underarter finns listade i Catalogue of Life.